# MV Le Joola
MV Le Joola — паром в государственной собственности Сенегала, который наиболее известен тем, что перевернулся у берегов Гамбии 26 сентября 2002 года, в результате чего погибло 1863 человека и 64 человека выжили. Считается, что это вторая по числу жертв морская катастрофа в истории, не связанная с войной.
Судно курсировало по маршруту из Зигиншора в регионе Казаманс в столицу Сенегала Дакар, вышло в море дальше, чем ему было разрешено, и попало в сильный шторм. По оценкам, проектная вместимость судна была превышена почти в четыре раза, потому что на борту оказалось около 2000 пассажиров (половина — безбилетниками). Большое количество размещённых на палубе (и, следовательно, повышающих центр тяжести) пассажиров способствовало неустойчивости судна. Спасательная операция не начиналась в течение нескольких часов.
Итогом правительственного расследования стали обвинения в халатности, предъявленные президенту и премьер-министру.

## Корабль
Корабль был назван Le Joola в честь народа джола (англ. Jola), проживающего в южном Сенегале. Паром был построен в Германии в 1990 году, его длина — 79 м (259 футов 2 дюйма), ширина — 12 м (39 футов 4 дюйма), два двигателя, оборудованные для безопасного плавания, развивали скорость в 14 узлов (25,9 км/ч). Техническое состояние судна находилось на должном уровне на момент катастрофы. Le Joola обычно путешествовал два раза в неделю и часто перевозил женщин, которые продавали манго и пальмовое масло в Дакаре. Перед самой катастрофой судно почти год провело в капитальном ремонте, который включал замену левого двигателя.

## Путешествие и инцидент
Примерно в 19:30  26 сентября 2002 года Le Joola отплыл из Зигиншора в регулярное ночное плавание между южным Сенегалом, который отделён от северного Гамбией, и столицей-Дакаром. Хотя судно было рассчитано на перевозку максимум 580 пассажиров и членов экипажа, считается, что на борту находилось не менее 1863 пассажиров, в том числе 185 человек, которые поднялись на борт судна с Карабана, острова, на котором не было официального порта для пассажирских судов. Точное количество пассажиров остается неизвестным (некоторые сенегальские организации ставят число более 2000). 1034 человека приобрели билеты, остальным пассажирам либо не требовалось билета (дети в возрасте до 5 лет), либо, как это часто бывало, разрешалось проехать бесплатно. По показаниям выживших, из Зигиншора судно вышло с небольшим креном на левый борт. 
Последний сеанс связи парома с центром морской безопасности в Дакаре прошёл в 10 часов вечера. Экипаж сообщил о хороших условиях плавания. В то же время начался шторм. Около 11 часов вечера корабль находился у берегов Гамбии, когда у парома отказали двигатели. Обездвиженный Le Joola повернулся к волнам правым бортом, отчего увеличился крен, а через открытые иллюминаторы внутрь парома стала заливаться вода. На автомобильной палубе, от возросшего крена, с креплений сорвались большегрузные автомобили, что стало "точкой невозврата". Крен в считаные секунды достиг максимальных значений, и в 22:55 по местному времени судно перевернулось. Le Joola оставался на плаву кверху килем до  15:00 следующего дня, после чего окончательно затонул кормой вперед, забрав с собой тех, кто не смог выбраться из корабля.
В то время как часть из пассажиров судна, возможно, погибла во время или сразу после опрокидывания, большинство выжило благодаря "воздушным карманам" в каютах и общественных помещениях, но утонуло в ожидании спасения. Правительственные спасательные команды не прибыли на место происшествия до утра после аварии, хотя местные рыбаки начали спасать выживших за несколько часов до этого. Но к утру спасать было почти уже некого. Из 1863–2000 пассажиров выжили лишь 64. Из более чем 600 женщин на борту выжила только одна, Мариама Диуф, на тот момент беременная. Один из спасённых, 15-летний мальчик, позже подтвердил, что к моменту прибытия спасателей внутри корабля все еще было много живых людей; были сообщения о шумах и криках, доносящихся изнутри.

## Причины
Значительное количество погибших стало большим шоком для многих в Сенегале и сразу же привело к призывам прессы и общественности расследовать катастрофу. Сенегальское правительство начало расследование. Французские суды также начали расследование катастрофы, поскольку среди погибших были французские граждане. Согласно многим источникам, авария была вызвана сочетанием факторов, включая возможную халатность. Непосредственной причиной стали ветер и волнение на море, т.к. паром был построен только для плавания в прибрежных водах, а перевернулся в открытом море. Перегруженность является одним из наиболее часто упоминаемых факторов катастрофы, способствовавшим как опрокидыванию судна, так и большому числу погибших. Из-за жары и клаустрофобии много пассажиров спали на верхней палубе, что делало корабль менее устойчивым из-за смещения центра тяжести. Возраст судна был небольшой, всего 12 лет при расчётном сроке службы 30 лет, конструктивных и производственных дефектов оно не имело, а технические проблемы, вызванные плохим обслуживанием, уже давали о себе знать за несколько лет до катастрофы.

## Погибшие
Погибло, по меньшей мере, 1863 человека, хотя точное число никогда не будет известно из-за большого количества неучтённых пассажиров на борту. Среди погибших были 1201 мужчина (61,5%) и 682 женщины (34,9%). Пол 70 жертв неизвестен. Среди погибших были граждане по меньшей мере из 11 стран, кроме Сенегала: Камеруна, Гвинеи, Ганы, Нигерии, Франции, Испании, Норвегии, Бельгии, Ливана, Швейцарии и Нидерландов.
28 сентября 2002 года экологический активист Хайд Эль Али и его водолазная команда исследовали зону бедствия. Они не видели выживших, но обнаружили много тел внутри корабля. 300 трупов, запертых внутри, были извлечены. Всего был найден 551 труп. Из этого числа 93 были идентифицированы и возвращены семьям. Оставшиеся тела были похоронены в братских могилах на специально построенных кладбищах в Кабадио, Кантене, Мбао, и на побережье Гамбии. Государственные похороны состоялись 11 октября 2002 года на Esplanade du Souvenir в Дакаре.

## Последствия
Правительство Сенегала первоначально предложило выплатить семьям погибших около 22 000 долларов США за жертву и уволило нескольких чиновников, но никто никогда не был привлечен к ответственности, и официальный отчет был закрыт через год после катастрофы. Чиновники были обвинены в неспособности достаточно быстро отреагировать на катастрофу, в том числе высокопоставленные чиновники Вооруженных сил Сенегала, которые были переведены на другие должности. Несмотря на это, не выяснено, кто позволил перегружать или плохо обслуживать паром. Президентом Абдулаем Вадом Премьер-министр Мам Мадиор Бой была отправлена в отставку вместе с большей частью кабинета  за плохое ведение спасательной операции. На выборах 2007 года соперник Вада и бывший премьер-министр Мустафа Ниасс обвинил Вада в сокрытии своей ответственности за катастрофу. Семьи жертв, многие из которых не хотели или не могли требовать возмещения ущерба, продолжали резко критиковать правительство за его действия: спасение, работу парома, которая привела к катастрофе, и процесс возмещения ущерба.
Семьи французских жертв отказались от пакетов репараций 2003 года и преследовали сенегальские власти во французских судах. 12 сентября 2008 года французский судья Жан-Вильфрид Ноэль вынес обвинительное заключение девяти сенегальским чиновникам, в том числе Бойе и бывшему начальнику штаба армии генералу Бабакару Гайе. Сенегальская официальная и народная реакция на эти обвинения, исходящие от бывшей колониальной державы, была враждебной, и правительство Сенегала выдало ордер на арест Ноэля в ответ.
Документальный фильм сенегальского журналиста Папы Моктара Селане был показан в девятую годовщину трагедии, 26 сентября 2011 года. Документальный фильм подробно рассказывает историю некоторых выживших и ставит под сомнение медленные спасательные работы.
Сенегальский футболист Алиу Сиссе потерял 12 членов семьи в результате инцидента, а его клуб «Бирмингем Сити» вывесил в Англии большой сенегальский флаг в память о семье полузащитника и других погибших людях.

## Статус бедствия
Гибель Le Joola является второй по величине невоенной морской катастрофой по количеству погибших. Первой считается столкновение филиппинского парома «Донья Пас» и танкера «Вектор» в 1987 году, когда, по оценкам, погибло более 4000 человек. Лайнер «Титаник», который затонул в 1912 году с 1517 жертвами, считается третьим по версии World Almanac и New York Times.